# Innis Green
Innis Green (* 26. Februar 1776 in Hanover Township, Province of Pennsylvania; † 4. August 1839 in Dauphin, Pennsylvania) war ein US-amerikanischer Politiker. Zwischen 1827 und 1831 vertrat er den Bundesstaat Pennsylvania im US-Repräsentantenhaus.

## Werdegang
Innis Green erhielt eine akademische Ausbildung. Nach einem anschließenden Jurastudium und seiner Zulassung als Rechtsanwalt begann er in diesem Beruf zu arbeiten. Zwischen 1818 und 1827 war er beisitzender Richter am Bezirksgericht im Dauphin County. In den 1820er Jahren schloss er sich der Bewegung um den späteren Präsidenten Andrew Jackson an und wurde Mitglied der von diesem 1828 gegründeten Demokratischen Partei.
Bei den Kongresswahlen des Jahres 1826 wurde Green im sechsten Wahlbezirk von Pennsylvania in das US-Repräsentantenhaus in Washington, D.C. gewählt, wo er am 4. März 1827 die Nachfolge von Robert Harris antrat. Nach einer Wiederwahl konnte er bis zum 3. März 1831 zwei Legislaturperioden im Kongress absolvieren. Seit dem Amtsantritt von Präsident Jackson im Jahr 1829 wurde innerhalb und außerhalb des Kongresses heftig über dessen Politik diskutiert. Dabei ging es um die umstrittene Durchsetzung des Indian Removal Act, den Konflikt mit dem Staat South Carolina, der in der Nullifikationskrise gipfelte, und die Bankenpolitik des Präsidenten. Während Greens Zeit als Kongressabgeordneter standen vor allem die ersten beiden Punkte im Mittelpunkt der Diskussionen.
Nach dem Ende seiner Zeit im US-Repräsentantenhaus war Innis Green wieder beisitzender Richter im Dauphin County. Er starb am 4. August 1839 in Dauphin.